# Luke Ridnour
Lucas Robin Ridnour, znany również jako Luke Ridnour (ur. 13 lutego 1981 w Coeur d’Alene w stanie Idaho) – amerykański koszykarz, występujący na pozycji rozgrywającego.

## Kariera sportowa
W 2000 wystąpił w meczu gwiazd amerykańskich szkół średnich - McDonald’s All-American.
Karierę koszykarską rozpoczął w 2000, kiedy to trafił na uniwersytet Oregonu, gdzie reprezentował barwy drużyny uczelnianej Oregon Ducks. Po trzech latach studiów postanowił zgłosić się do draftu NBA, w którym został wybrany z 14 numerem przez Seattle SuperSonics. W stanie Waszyngton pozostał do czasów przeniesienia Sonics do Oklahomy, będąc wymienionym do Milwaukee Bucks. Latem 2010 roku podpisał kontrakt z Minnesotą Timberwolves. 11 lipca 2013 Ridnour ponownie trafił do Bucks, w ramach wymiany między Timberwolves, Bucks i Oklahoma City Thunder. 20 lutego wraz z Garym Nealem trafił do Charlotte Bobcats w zamian za Ramona Sessionsa i Jeffa Adriena. 25 lipca 2014 Ridnour, jako wolny agent, podpisał kontrakt z Orlando Magic.
W czerwcu 2015 trafił w wyniku wymiany do zespołu Oklahoma City Thunder.

## Osiągnięcia
NCAA
- Zawodnik roku konferencji Pac-10 (2003)[11]
- MVP turnieju Pac-12 (2003)
- Najlepszy pierwszoroczny zawodnik Pac-10 (2001)[12]
- Zaliczony do: 
  - I składu All-Pac-12 (2002, 2003)
  - III składu All-American (2003 przez TSN)